# Epigynum auritum
Epigynum auritum är en oleanderväxtart som först beskrevs av C. K. Schneider, och fick sitt nu gällande namn av Ying Tsiang och P. T. Li. Epigynum auritum ingår i släktet Epigynum och familjen oleanderväxter. Inga underarter finns listade i Catalogue of Life.